# Næstvedmotorvejen
|  | Denne artikel beskriver en fremtidig begivenhed Denne artikel eller sektion handler om planlagt eller forventet fremtidig begivenhed. Der kan forekomme spekulativ information, og indholdet kan ændres dramatisk når begivenheden nærmer sig og mere information bliver tilgængelig. |

Næstvedmotorvejen er en mulig fremtidig motorvej, der planlægges anlagt mellem Næstved og Sydmotorvejen E47/E55 ved Rønnede. 
Vejstrækningen indgår i Primærrute 54, der mellem Næstved og Sydmotorvejen er en 2-sporet hovedvej. Trafikken på strækningen er i perioder tæt på kapacitetsgrænsen for en 2-sporet vej. Det er trafikken på hverdage som er mest kritisk. Vejens linjeføring er ikke tidssvarende, og der er mange steder, hvor oversigtsforholdene gør det svært for trafikanterne at overhale. Ligeledes kører der i perioder en del landbrugstrafik på strækningen. Dette kombineret med trafikkens intensitet medfører primært i morgen- og eftermiddagsmyldretiden en reduceret fremkommelighed. Strækningen betjener især trafik mellem Næstved og Sydmotorvejen. Vejstrækningen har ca. 19.000 køretøjer i døgnet (hverdagsdøgntrafik, 2019), hvormed vejstrækningen er blandt de mest trafikerede hovedvejsstrækninger i Danmark, som ikke er motortrafikvej eller motorvej.
En bred trafikaftale i 2017 fastlagde motorvejens linjeføring, men primo 2021 er der ikke vedtaget nogen anlægslov og bevilling til en evt. motorvej mellem Næstved og Rønnede.

## Baggrund

### Forundersøgelse 2009-2012
I trafikaftalen den 22. oktober 2009 mellem Socialdemokraterne, Det Radikale Venstre, Socialistisk Folkeparti, Venstre, Dansk Folkeparti og Liberal Alliance og De Konservative om ”Nye initiativer som led i udmøntning af puljer” blev det aftalt at afsætte 2 mio. kr. til en forundersøgelse af en opgradering af strækningen Næstved-Rønnede (Rute 54). Efterfølgende blev det i trafikaftalen om ”Bedre mobilitet” den 26. november 2010 mellem de samme parter aftalt, at den tidligere aftalte forundersøgelse af rute 54, Næstved-Rønnede, fremrykkes, således at den skulle være færdig i 2012. Vejdirektoratets forundersøgelse blev færdig i december 2012.
Forundersøgelsen omfattede en række forskellige mulige linjeføringer og vejstandarder, hvor både motorvej og 2+1 motortrafikvej i linjeføring A viste et meget højt samfundsøkonomisk afkast.

### VVM-undersøgelse 2014-2016
Den 24. juni 2014 indgik Venstre, Socialdemokraterne, Dansk Folkeparti, Liberal Alliance, Det Radikale Venstre og Det Konservative Folkeparti en trafikaftale om "Udmøntning af disponible midler i Infrastrukturfonden". Heri blev det besluttet, at Vejdirektoratet skulle gennemføre en VVM-undersøgelse for udbygning af Rute 54 til motorvej mellem Næstved og Rønnede. VVM står for Vurdering af Virkninger på Miljøet, og det er en planlægningsundersøgelse, som skal danne grundlag for den politiske beslutning om projektet. I aftalen fremgik endvidere, at der afsættes 336,4 mio. kr. til en 1. etape af Rute 54 fra Sydmotorvejen (ved Rønnede) mod Næstved, og at fastlæggelse af linjeføringen vil blive drøftet, når resultaterne af VVM-undersøgelsen forelå. Vejdirektoratet VVM-undersøgelse forelå i november 2016.
I VVM-undersøgelsen undersøgte fire forskellige forslag til en ny motorvej samt tre varianter, der har en alternativ tilslutning i Næstved. Forslag A, B og C har forskellige forløb udenom Holme-Olstrup og Toksværd på den vestlige del af strækningen, men har samme linjeføring på den østlige del. Her forløber motorvejsforslaget blandt andet tæt på og parallelt med den eksisterede vej gennem Hesede Skov. På den måde undgås der to gennemskæringer med både motorvej og den eksisterende vej. Forslag E er den mest sydlige af forslagene. Den forløber syd om Holme-Olstrup og Toksværd og syd om skoven Denderup Vænge, og tilsluttes Sydmotorvejen syd for Rønnede. Ved Rønnede er der udarbejdet et forslag til tilslutning med Sydmotorvejen, der primært tilgodeser de fleste trafikanter, der kører til og fra hovedstadsområdet. Et prisoverslag for en eventuel motorvejsstrækning ligger mellem 1,245 mia. til 1,740 mia. kroner (prisniveau 2016) alt efter linjerne, der vælges.

### Motorvejslinjen fastlægges 2017, men fortsat ingen anlægslov
Efter offentlig høring indstillede Vejdirektoratet 5. april 2017 at "Forslag A i VVM-undersøgelsen lægges til grund for en beslutning om at udbygge Rute 54 til motorvej". Den 19. april 2017 aftalte regeringen og et flertal af Folketingets partier at følge Vejdirektoratets indstilling, men der blev ikke truffet beslutning om finansiering og igangsætning af projektet. Parterne blev dog enige om, at der af reservationen afsættes en pulje på 56,5 mio. kr. til forlodsovertagelser af ejendomme i den valgte linjeføring. Endvidere noterede parterne sig, at den trafikale effekt af etablering af en 1. etape af projektet indenfor de reserverede midler vurderes at være begrænset. Derfor ville parterne ikke igangsætte en 1. etape af motorvej mellem Næstved og Rønnede, men opretholde den resterende reservation på 279,9 mio.kr. til projektet, indtil der er truffet beslutning om hel eller delvis finansiering af anlægsprojektet.
Næste skridt er i givet fald, at der vedtages en anlægslov i Folketinget, og der bevilliges penge på finansloven til projektet. Først her vil vejens præcise placering og udformning fastlægges.

### Pres på trafikministeren 2021
Fredag den 26. februar 2021 mødtes Region Sjælland, de 17 kommuner i regionen samt repræsentanter fra det lokale erhvervsliv og fagbevægelserne mødtes med transportminister Benny Engelbrecht, som fik en prioriteret liste over deres ønsker til de kommende års infrastruktur i området. Øverst på listen var færdiggørelse af Kalundborgmotorvejen samt anlæggelse af motorvejen fra Næstved til Rønnede.
Den 8. april 2021 fortalte regeringen på et møde på Novo Nordisk i Kalundborg at i deres nye udspil for en ny transportaftale, at en motorvej (Næstvedmotorvejen) mellem Næstved og Rønnede skal bygges. Dog vil regeringen ikke lægge sig fast på en dato på hvornår motorvejen kan stå færdig. Det vil først blive drøftet under de kommende forhandlinger.
Primo 2024 er der ikke vedtaget nogen anlægslov, men den 28. juni 2021 bevilget folketingets partier ca. 1.5 mio. til en motorvej mellem Næstved og Rønnede. Projektet forventes at starte i 2026 med projektering, ekspropriation og udbud, mens selve anlægsarbejdet af motorvejen først kan gå i gang i 2028. Motorvejen forventes at stå færdig i 2031.  